# Omulew (jezioro)
Omulew – jezioro morenowe w Polsce, położone w województwie warmińsko-mazurskim, w powiecie nidzickim, w gminie Nidzica.

## Dane morfometryczne
Jezioro znajduje się na wysokości 136.0 m n.p.m. Jest długie na 7200 m i szerokie na 1000 m. Długość linii brzegowej wynosi około 28 km. Głębokość maksymalna to 32,5 m, natomiast średnia – 4,3 m.

## Charakterystyka
Dno jeziora jest muliste, miejscami piaszczyste i kamienisto-piaszczyste. W płytkich partiach wody zarośnięte roślinnością.
Linia brzegowa jest stosunkowo dobrze rozwinięta i urozmaicona. Brzegi są wysokie, miejscami niskie i płaskie. Zbiornik posiada 5 wysp, z których największa ma powierzchnię około 4 ha. Najbliższe otoczenie to lasy iglaste i zabudowania okolicznych miejscowości.
Jezioro jest objęte strefą ciszy.

## Przyroda
Bezpośrednio nad brzegami dominuje olcha z niewielkim udziałem brzozy i wierzby. Wokół brzegów rozciąga się pas roślinności szuwarowej, wśród której dominuje trzcina oraz pałka wąskolistna i szerokolistna.
Jezioro bardzo urozmaicone gatunkowo, należące do typu sielawowego. Występuje tutaj wiele gatunków ryb m.in. sandacz, szczupak, lin, płoć, węgorz, okoń, tołpyga, amur. 
Nad jeziorem mieszka wiele gatunków ptaków m.in. łyska, czapla, kormoran czarny, stada nurogęsi, łabędź niemy. Żerowiska ma tutaj orzeł bielik, kania, rybołów. Nad jeziorem Omulew bywają również mewa śmieszka, mewa pospolita i srebrzysta. 

## Turystyka
Nad jeziorem występuje zabudowa letniskowa, ośrodki wypoczynkowe i pola biwakowe. Przez jezioro prowadzi szlak kajakowy po rzece Omulew.